# Заграй, Николай Петрович
Николай Петрович Заграй (15 мая 1951, п. Сосновка, Винницкая обл.) — российский учёный, специалист в области нелинейной акустики, доктор технических наук, профессор ТРТИ, создатель и первый хранитель мемориальной квартиры Фаины Раневской в Таганроге.

## Биография
Родился 15 мая 1951 года в п. Сосновка Погребищенского района Винницкой области. В 1968 году с золотой медалью окончил среднюю школу № 7 в Волгодонске.
В 1973 году с отличием окончил кафедру электрогидроакустической и ультразвуковой техники Таганрогского радиотехнического института. 
Доктор технических наук с 1999 года, в должности профессора с 2000 года.
Опубликовал около 200 научных трудов, среди которых две монографии и десять учебных пособий.

## Мемориальная квартира Раневской
Мысль о создании музея актрисы волновала Николая Заграя многие годы, поскольку его семья жила в Таганроге в квартире по адресу ул. Фрунзе, 10 (бывшая ул. Николаевская, 12), на втором этаже, на месте зала и детской семейства Гирши Фельдмана, отца Фаины Раневской . Собственно, именно Николай Заграй в 1980-х годах и установил, что именно этот дом принадлежал семейству Фельдмана. Николай Заграй любезно пускал в свою квартиру всех желающих. По деревянным ступеням этого дома на второй этаж поднимались Иннокентий Смоктуновский, Сергей Юрский, Михаил Козаков, Евгений Евстигнеев, Вячеслав Невинный, Олег Ефремов, Ия Саввина и многие другие знаменитые артисты, приезжавшие с гастролями в Таганрог. 
Профессор Заграй старался всячески сохранить дореволюционные черты своего интерьера: отреставрировал мраморный камин, побелил лепнину на потолках, принес с чердака старинные кресла, сохранил он даже медные шпингалеты на окнах и не стал менять их на алюминиевый ширпотреб. По многочисленным просьбам поклонников Раневской положил при входе в свой дом книгу отзывов, которая за долгие годы заполнилась откликами известных людей. Фактически, Николай Заграй был хранителем несуществующего музея. Слух о том, что в Таганроге появился частный музей Раневской, дошли до Америки, и в 1997 году из США в Таганрог приезжал пожилой племянник Фаины Георгиевны, родившийся в этом доме незадолго до революции.